# Станкова Каріна Костянтинівна
Карина Костянти́нівна Ста́нкова (* 1994) — українська борчиня. Народилась в місті Одеса. Бронзова медалістка літніх Юнацьких Олімпійських ігор 2010 року. Майстер спорту України з вільної боротьби.

## З життєпису
Народилась 1994 року. Проживала в місті Одеса; вихованка ДЮСШ № 8. Художньою гімнастикою займалася з віку п'яти років; в шестирічному віці перейшла на боротьбу. Тренував її батько. Згодом тренувалась в Броварах. Неодноразово вигравала чемпіонати України та Європи. 2010 року в Познані на Європейському кваліфікаційному турнірі з вільної боротьби — до І юнацьких Олімпійських ігор у Сінгапурі — подолала кваліфікацію і виборола ліцензію на участь.
Учасниця літніх Юнацьких Олімпійських ігор 2010 року в Сінгапурі. Завоювала бронзову медаль у змаганнях серед дівчат вільним стилем; вагова категорія до 70 кг.
Срібна призерка Європи серед кадетів-2009, Срібна призерка Чемпіонату Європи з боротьби-2012. Чемпіонка Європи серед кадетів-2010 , Срібна призерка Чемпіонату Світу серед кадетів-2011, Чемпіонка Ліцензійного турніру в м. Познань (здобула ліцензію до 1 Юнацьких Олімпійських іграх в Сінгапурі)-2010, Срібна призерка Кубка Європи-2012.